# Norwegen und die Europäische Union
Das Königreich Norwegen ist kein Mitglied der Europäischen Union. Die wahlberechtigten norwegischen Bürger haben einen Beitritt zur Europäischen Gemeinschaft 1972 und einen EU-Beitritt 1994 in Volksabstimmungen abgelehnt. Dennoch ist Norwegen nicht nur aufgrund seiner geografischen Lage, sondern auch durch den Europäischen Wirtschaftsraum (EWR), an dem es als Mitglied der Europäischen Freihandelsassoziation (EFTA) teilnimmt, und die Beteiligung am Schengen-Raum sehr eng mit der EU verbunden.

## EU-Beitrittsversuche
Norwegen hat  viermal einen Antrag auf Mitgliedschaft in der Europäischen Union gestellt (1962, 1967, 1970 und 1992). Als Frankreich 1962 und 1967 sein Veto gegen die Mitgliedschaft des Vereinigten Königreichs einlegte, das gleichzeitig mit Norwegen die Mitgliedschaft beantragt hatte, wurde auch der norwegische Beitrittsantrag nicht weiterverfolgt.
Die norwegischen Wähler haben daraufhin einen EU-Beitritt ihres Landes in den Jahren 1972 und 1994 jeweils knapp durch Volksabstimmungen abgelehnt, weshalb die Regierung des Landes stets im letzten Moment zur Rücknahme des Antrages (bei bereits vollständig ausgehandeltem Beitrittsvertrag) gezwungen wurde.
Die norwegische Koalition, die seit Oktober 2005 regierte, hatte sich verpflichtet, einen EU-Beitritt Norwegens nicht zu thematisieren. Das Thema Europäische Union hat bei den norwegischen Parlamentswahlen vom September 2009 kaum eine Rolle gespielt. Die norwegische Parteienlandschaft ist in der Frage einer EU-Mitgliedschaft gespalten. Klarste Anhängerin eines Beitritts ist die konservative Partei Høyre. Die sozialdemokratische Arbeiterpartei ist in der Frage EU-Beitritt gespalten. Die Parteien Sosialistisk Venstrepartiet und Senterpartiet sind strikt gegen einen Beitritt.
Seit dem russischen Überfall auf die Ukraine sind die Zustimmungswerte zum EU-Beitritt wieder leicht gestiegen; noch immer gibt es dafür aber keine Mehrheit.

Umfrageergebnisse zum EU-Beitritt Norwegens

## Teilnahme an europäischen Abkommen

### Europäischer Wirtschaftsraum
Norwegen ist durch den Europäischen Wirtschaftsraum (EWR) seit dem 1. Januar 1994 gemeinsam mit Island und Liechtenstein der am weitesten in die EU-Strukturen integrierte Drittstaat. Durch den EWR nimmt Norwegen am Europäischen Binnenmarkt teil. Norwegen ist auf der anderen Seite verpflichtet, den Acquis communautaire in diesem Bereich zu übernehmen und wird deshalb auch als Faxdemokratie bezeichnet, die ihre Gesetze per Fax aus Brüssel erhält. An der Rechtsetzung der EU kann Norwegen allerdings nicht teilnehmen. Umgekehrt beteiligt sich Norwegen an der Finanzierung der EU.
Landwirtschaft und Fischerei sind vom EWR generell ausgeklammert. Es bestehen bilaterale Abkommen zwischen der EU und Norwegen über eine schrittweise Liberalisierung des Agrarsektors.

#### Kohäsionsbeitrag
Norwegen leistet im Gegenzug für seine Teilnahme am Europäischen Binnenmarkt einen wesentlichen Beitrag zur Kohäsion in der EU. Hierzu wurden zwei Finanzmechanismen eingerichtet: der EWR-Finanzmechanismus (Geberländer: Norwegen, Island, Liechtenstein) und zusätzlich ein Norwegischer Finanzmechanismus. Für den Zeitraum 2009–2014 sehen der EWR- und der Norwegische Finanzmechanismus Zahlungen in einer Gesamthöhe von 1,8 Milliarden Euro vor. Dies entspricht einer Steigerung von 22 % gegenüber vorherigem Fünf-Jahres-Zyklus. Hiervon trägt Norwegen 97 %. Die entsprechende Vereinbarung wurde Ende Juli 2010 unterzeichnet. Empfängerländer sind die Staaten, die der EU 2004 und 2007 beigetreten sind, sowie (mit Einschränkungen) Portugal, Griechenland und Spanien.

#### Bericht zur Überprüfung des EWR-Systems
Im Januar 2010 setzte die norwegische Regierung einen unabhängigen Ausschuss ein, der bis Ende 2011 eine umfassende Überprüfung (review) des EWR-Systems und der Zusammenarbeit zwischen der EU und Norwegen vornehmen sollte. Ziel war es, eine solide Grundlage für eine informierte Diskussion über Norwegens künftige Zusammenarbeit mit der EU zu schaffen. Dem Ausschuss gehörten zwölf Persönlichkeiten aus Wissenschaft und Wirtschaft an. Im Januar 2012 wurden die Ergebnisse  veröffentlicht. Laut des Berichts hat Norwegen deutlich mehr Vor- als Nachteile durch die Zusammenarbeit mit der EU. Bisher wurden 75 Prozent der EU-Richtlinien übernommen und mehr als 6000 europäische Gesetze in nationales Recht umgesetzt. Seit dem Beitritt zum EWR wuchs die norwegische Wirtschaft um 60 Prozent und die Beschäftigungsquote stieg um 25 Prozent. Die Arbeitslosenquote sank und die Kaufkraft nahm deutlich zu. Dabei profitierte die Wirtschaft besonders vom Export von Öl und Gas sowie von Fisch und Meeresfrüchten in die Staaten der EU.
Die norwegische Regierung bekennt sich auf Grundlage eines Weißbuchs vom 12. Oktober 2014 zur Mitgliedschaft im EWR.

### Schengener Abkommen
Seit 2001 ist Norwegen Mitglied des Schengen-Raums, innerhalb dessen die Kontrollen der Binnengrenzen abgeschafft sind. Zuvor war das Land bereits Mitglied der Nordischen Passunion mit offenen Grenzen innerhalb der Nordischen Länder.
Des Weiteren nimmt der skandinavische Staat auch an der Dublin-Zusammenarbeit sowie an zahlreichen EU-Programmen und EU-Agenturen teil.

## Beziehungen aus Sicht der EU
Der Rat der Europäischen Union hat auf Ebene der Außenminister zuletzt am 8. Dezember 2008 Schlussfolgerungen zu Norwegen verabschiedet. Darin wird die gute Zusammenarbeit bei Umwelt- und Energiefragen sowie in der Gemeinsamen Außen- und Sicherheitspolitik (GASP) hervorgehoben. Die EU will die Zusammenarbeit mit Norwegen in der Arktispolitik vertiefen. Die Außenminister würdigten den Beitrag Norwegens zur Kohäsionspolitik innerhalb der EU.
Aufgrund der Ablehnung der Mitgliedschaft in der Europäischen Union trotz der starken Verbindungen zur selbigen wird Norwegen von vielen als „aktivster Außenseiter“ (Guido Westerwelle: ) bezeichnet.